# John Wick (postać fikcyjna)
John Wick – postać fikcyjna, tytułowy bohater serii thrillerów akcji w stylu neo-noir, amerykańskiej franczyzy o tej samej nazwie. Serię stworzył amerykański scenarzysta Derek Colstad, a w postać wciela się aktor Keanu Reeves. John jest zawodowym płatnym zabójcą, który cieszył się swoją emeryturą, aż do czasu najazdu gangu na jego dom, w trakcie napadu skradziono mu samochód i zabito szczeniaka, podarunek od zmarłej żony Helen. Wydarzenia te wywołują w nim potrzebę odwetu, powrót do przestępczego półświatka i konflikt z międzynarodową organizacją zabójców, której kiedyś był członkiem.

## Życiorys
Urodził się jako Jardani Jovanovich (ros. Джордани Йованович, białoruski : Ярдані Іовоновіч) w Padhorje, w Białoruskiej SRR, w Związku Radzieckim, 12 września 1964 r. Osierocony w młodym wieku, dostał się pod opiekę starego przyjaciela swojego ojca, który ostatecznie został jego mentorem. W miniserialu komiksowym Johna Wicka ujawniono, że spędził znaczną część swojego okresu dojrzewania w El Sauzel w Meksyku. W pewnym momencie został zwerbowany przez zorganizowaną grupę przestępczą Ruska Roma i przeszkolony przez jej przywódczynię, kobietę znaną jako „Reżyser”, w Nowym Jorku. Pod nadzorem Reżyser, John został wyszkolony na płatnego zabójcę i nauczył się takich umiejętności, jak sztuki walki, broń palna i inna broń, jazda taktyczna, infiltracja, metody ucieczki i wiele innych. Po odejściu z organizacji Ruska Roma został aresztowany za bliżej nieokreślone przestępstwo i osadzony w więzieniu. Po zwolnieniu został zmanipulowany, aby dołączyć do podziemnego świata przestępczego działającego pod przykrywką sieci hoteli Continental. John ostatecznie został czołowym katem nowojorskiego rosyjskiego syndykatu przestępczego, stając się budzącym strach bezwzględnym zabójcą, którego ludzie opisują jako „człowieka skupienia, zaangażowania i czystej woli”. Nazwany później „Baba-Jaga”, a dalej opisywany jako człowiek, którego można wysłać, nawet aby „zabił Boogeymana”. Jego sprawność była tak wyśrubowana, że był w stanie w pojedynkę zabić ołówkiem trzech mężczyzn w barze.
John zakochał się w kobiecie o imieniu Helen. Mając nadzieję, że pozostawi za sobą swoją przeszłość zabójcy kontraktowego i będzie mógł prowadzić normalne życie, spotkał się z Viggo Tarasowem, szefem mafii Tarasowa, który zgodził się przyznać mu wolność, jeśli będzie mógł wykonać to, co zostało opisane jako „niemożliwe zadanie”, a mianowicie, nie oczekiwano, że Wick przeżyje misję. Aby osiągnąć swój cel, Wick poprosił o pomoc szefa przestępczości Santino D'Antonio, a następnie był mu winien przysięgę krwi zwaną „znacznikiem”. John wyeliminował wszystkich głównych rywali Tarasowa, dzięki czemu, ten stał się jednym z najpotężniejszych bossów przestępczych w Nowym Jorku. John przeszedł na emeryturę i zamieszkał z Helen, ciesząc się reputacją legendy, żyli razem szczęśliwie przez pięć lat.

### John Wick(2014)
Po śmierci Helen z powodu śmiertelnej choroby, John w dużej mierze pozostaje odizolowany od społeczeństwa. Spędza dni na prowadzeniu swojego cennego Forda Mustanga Mach 1 z 1969 roku, i opiece nad nowym psem beagle o imieniu Daisy, ostatnim prezentem od zmarłej żony. Kiedy Iosef Tarasov, syn Viggo, włamuje się do jego domu, napada na Johna, kradnie jego samochód i zabija Daisy, mściwy John wpada w szał. Wiedząc, że John prawdopodobnie nie cofnie się przed niczym, by zabić Iosefa, Viggo próbuje chronić swojego syna i wysyła licznych zabójców, aby powstrzymali Johna, ale zabija ich wszystkich. John ostatecznie zabija Iosefa i Viggo. Następnie John ratuje pit-bulla skierowanego do eutanazji ze schroniska dla zwierząt i wraca do domu.

### John Wick: Rozdział 2(2017)
Po zemście na Tarasovach, John odbiera swój cenny samochód od brata Vigga, Abrama, i zawiera z nim rozejm. Nadzieje Wicka na powrót na emeryturę zostały zrujnowane przez szefa przestępczości Camorry, Santino D'Antonio, który domaga się dopełnienia przysięgi krwi i zabicia własnej siostry – Gianny D'Antonio, pozwalając Santino zająć jej miejsce w radzie przy Wysokim Stole (z ang. The High Table). John odmawia, a Santino mści się na nim, niszcząc jego dom. John niechętnie podróżuje do Rzymu i wypełnia przysięgę, tylko po to, by zdać sobie sprawę, że Santino obierze go na cel za zabicie Gianny. Santino wysyła swojego ochroniarza Aresa i byłego ochroniarza Gianny, Cassiana, po Johna, ale ostatecznie John zabija Aresa i rani Cassiana. Santino wyznacza nagrodę w wysokości 7 milionów dolarów za głowę Johna. Ten po zmasakrowaniu hord zabójców, odnajduje Santino w Hotelu Continental, gdzie rozlew krwi nie jest dozwolony. Łamie tę zasadę zabijając Santino na terenie hotelu, zmuszając Winstona do ogłoszenia go „ekskomuniką”, co oznacza, że został wyrzucony z Organizacji Continental bez możliwości polegania na jej wsparciu w przyszłości. Winston daje Johnowi godzinę na ucieczkę, zanim ekskomunika stanie się aktywna, nagroda za jego głowę zostaje podwojona i zaoferowana globalnie przez radę organizacji zwaną The High Table.

### John Wick: Rozdział 3 – Parabellum(2019)
Ekskomunikowany, wyczerpany i ranny John przygotowuje się do ucieczki z Nowego Jorku, gdy zabójcy zbierają się, by go zabić, po tym, jak ogłoszono 14 milionów dolarów nagrody za jego głowę. Uciekając do Maroka, korzysta ze swoich dawnych sprzymierzeńców. John spotyka się z Sofią, starą przyjaciółką, menedżerką Marokańskiego oddziału Continental i z kimś, kogo znacznik John posiada za uratowanie córki Sofii. Sofia pomaga mu znaleźć Starszego, jedynego mężczyznę, który stoi nad samym Wysokim Stołem. Starszy zgadza się cofnąć ekskomunikę w zamian za to, że John zabije Winstona i będzie służył przy Wysokim Stole przez resztę życia. John odcina swój palec serdeczny i oferuje Starszemu obrączkę ślubną, aby udowodnić swoją wierność. Następnie wraca do Nowego Jorku i jest ścigany przez zabójców, aż dociera do bezpiecznej przystani w Continental. Spotyka się tam z Winstonem, ale postanawia go oszczędzić. Zamiast tego John i hotelowy concierge, Charon, walczą z Wysokim Stołem i ich egzekutorami. Z powodzeniem pokonując fale napastników, Winston i przedstawiciel High Table, The Adjudicator, prowadzą pertraktacje na dachu hotelu. Ostatecznie Winston świadomie strzela do Johna w kuloodporną kurtkę kilka razy, aby przywrócić mu pozycję przy Wysokim Stole, nie zdradzając go, a John spada z dachu na ulicę. Bowery King, który dochodzi do siebie po ciężkich ranach zadanych przez zabójcę Arbitra imieniem Zero, przyjmuje ciężko rannego Johna do swojej kryjówki, gdzie mówi mu, że planuje wypowiedzieć wojnę radzie Wysokiego Stołu, a John zgadza się do niego dołączyć.

## Recepcja
Od momentu powstania franczyzy, postać Johna Wicka i jego rozwój w kolejnych sequelach były postrzegane jako ożywienie kariery Keanu Reevesa. Filmy cieszą się kultową popularnością, a sam Reeves za swoją kreację aktorską zdobył bardzo pozytywne recenzje.